# Lavabit
Lavabit è un servizio di posta elettronica criptato fondato nel 2004, che ha sospeso le sue attività l'8 agosto 2013, dopo che gli è stato ordinato di aprire la sua chiave privata Secure Sockets Layer (SSL) al Governo statunitense. Ha ripreso le attività nel 2017 fornendo un servizio di protezione totale (crittografia end-to-end) ai propri utenti. Lavabit è di proprietà e gestito da Lader Levison.
In seguito a documenti rilasciati nel Marzo 2016, è stato possibile ricostruire che l'obiettivo del Governo statunitense era l'accesso alle email criptate di Edward Snowden sui server di Lavabit.
Il 20 gennaio 2017, lo stesso fondatore, Ladar Levison, annuncia la prossima riapertura e promette di "rendere la cifratura end-to-end una realtà automatica, ubiqua e open source".